# Protiatomový kryt

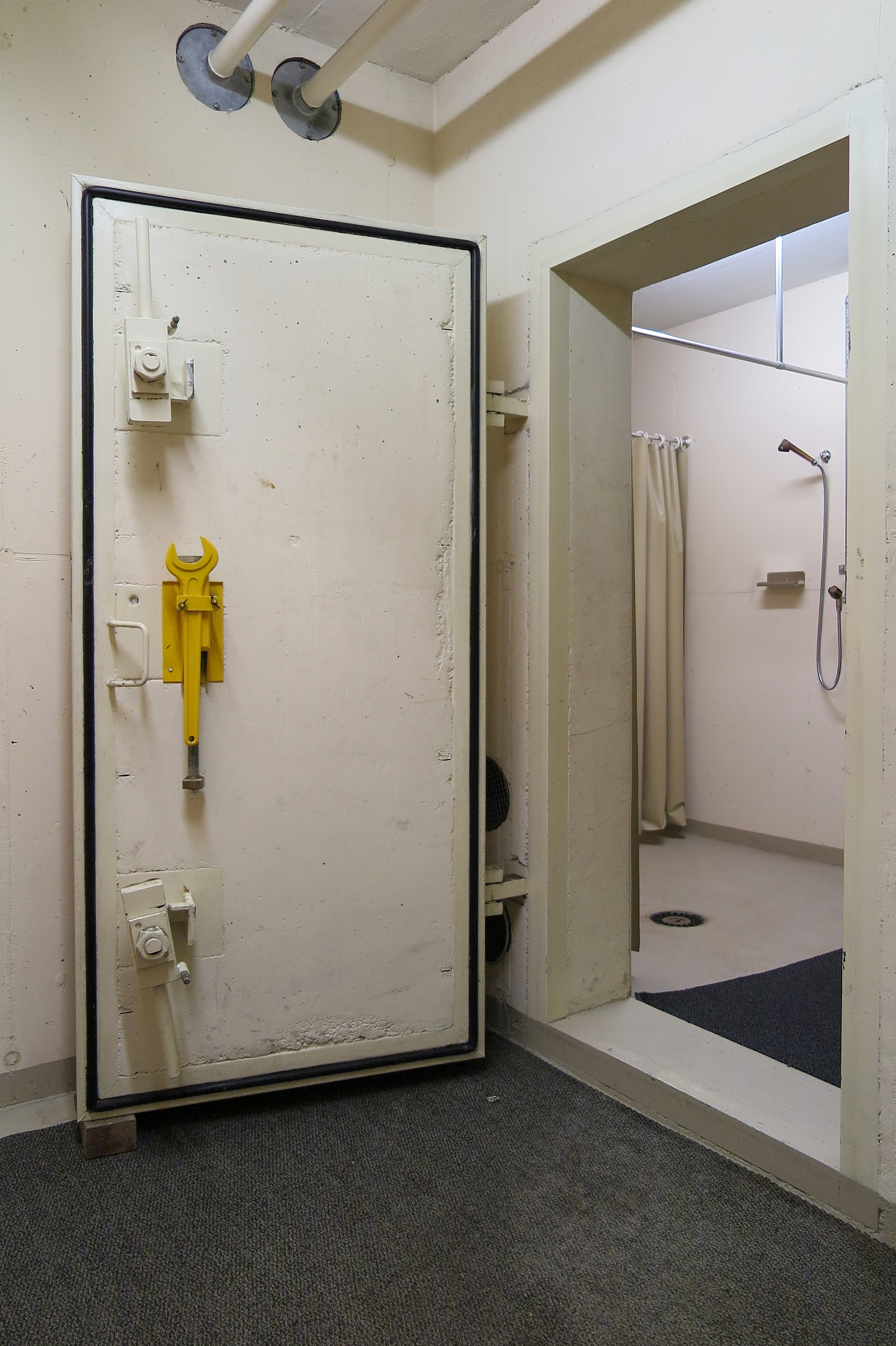
Dveře do krytu ve Švýcarsku (2014).

Protiatomový kryt (též protijaderný kryt) je hovorový výraz pro zvláštní typ stavby určený k úkrytu proti jevům doprovázející jaderný výbuch. Konkrétně jde o stálé tlakově odolné úkryty, stálé tlakově neodolné úkryty, stálé tlakově neodolné úkryty zesílené, ochranné systémy podzemních dopravních staveb a improvizované (protiradiační) úkryty. 

## Počty
V Německu pokrývají kryty 3 % jeho populace, v Rakousku 30 %, ve Finsku 70 %, ve Švédsku 81 %, a ve Švýcarsku 114 %. V ČR se do protiatomových krytů vejde zhruba 2,3 % populace, protože byly postupně vyřazovány z provozu.